# South Valley University
De South Valley University (letterlijk: Universiteit van de Zuidelijke Vallei, Arabisch: جامعة جنوب الوادي) is een universiteit in Qina, Luxor, Aswan en Hurghada, Centraal-Egypte. 
De universiteit telde in 2012 30,500 studenten die onderwijs volgden aan een van de 17 faculteiten. Oorspronkelijk, sinds oktober 1970, een campus van de Universiteit van Assioet, werd de campus omgevormd tot een zelfstandige en volwaardige universiteit voor Opper-Egypte in 1995.
Volgens de ranking van Webometrics is het de vijftiende universiteit van Egypte en staat ze op plek 71 in Afrika, op plek 71 in de Arabische wereld en wereldwijd op plek 4255.

## Faculteiten
De universiteit heeft de volgende faculteiten:
- Faculteit Educatie (Qina en Hurghada)
- Faculteit Natuurwetenschappen (Qina)
- Faculteit Kunst en Cultuur (Qina)
- Faculteit Diergeneeskunde (Qina)
- Faculteit Specifieke Educatie (Qina)
- Faculteit Handel (Qina)
- Faculteit Landbouwwetenschappen (Qina)
- Faculteit Archeologie (Qina)
- Faculteit Rechtsgeleerdheid (Qina)
- Faculteit Lichamelijke Opvoeding (Qina)
- Faculteit Geneeskunde (Qina)
- Faculteit Techniek (Qina)
- Faculteit Schone Kunsten (Luxor)
- Faculteit Hotels en Toerisme (Luxor)

## Raad van bestuur
De raad van bestuur bestaat uit de volgende personen:

### Rector
- Prof. Dr. Abbas Mohamed Mansour

### Vice-rectoren
- Prof. Dr. Hefny Ismaiel Mohamed, portefeuille Bachelorzaken
- Prof. Dr Mahmoud Khodari Meala Hamed, portefeuile Master- en PhD-zaken
- Prof. Dr. Sayed Ahmed Mohammed, portefeuille milieuzaken

## Academisch ziekenhuis
In Qina bevindt zich het academisch ziekenhuis van de South Valley University. Het eerste gebouw werd in 1983 geopend, en daarna is het ziekenhuis uitgebreid. Het is onderdeel van de Faculteit Geneeskunde en voldoet aan de eisen voor zowel onderwijs als zorg. Er zijn 23 wetenschappelijke departementen gevestigd in het ziekenhuis.